# Euphyia bellissimaria
Euphyia bellissimaria là một loài bướm đêm trong họ Geometridae.